# Barão de Cabinda
Barão de Cabinda é um título nobiliárquico de juro e herdade criado por D. Luís I de Portugal, por Decreto e Carta de 7 de Setembro de 1871, em favor de D. Manuel José Puna.
Titulares
1. D. Manuel José Puna, 1.º Barão de Cabinda.